# Edward Brooke
Edward William Brooke III (Washington D. C., 26 de octubre de 1919-Coral Gables, Florida, 3 de enero de 2015) fue un político estadounidense, miembro del Partido Republicano. Fue senador de Massachusetts entre 1967 y 1979, siendo el primer afroamericano en ser elegido popularmente en dicho cargo. No hubo otro senador con ascendencia africana hasta el demócrata Carol Moseley Braun de Illinois en 1993. Hasta el momento, Brooke ha sido el único senador afroamericano en servir durante varios periodos en el Senado estadounidense.
En 1967 recibió la Medalla Spingarn, otorgada por la National Association for the Advancement of Colored People (NAACP).